# Escribonio Largo
Para el mártir y santo llamado Largo, véase Ciriaco.
Escribonio Largo (Scribonius Largus, en latín) fue un médico del siglo I que sirvió en la corte del emperador romano Claudio (años 41-54), y le acompañó en la conquista de Britania.
En el año 47, a requerimiento de Gayo Julio Calisto, el liberto del emperador, compiló una de las primeras farmacopeas: una lista de 271 prescripciones (De Compositione Medicamentorum), la mayor parte debidas a él mismo, aunque reconoce su deuda con sus tutores, amigos y otros escritos de médicos eminentes. También incluyó remedios tradicionales. Se dice que las obtenía sin reparar en los medios, incluido el soborno. La obra no tiene pretensiones de estilo y contiene muchos coloquialismos. En su mayor parte fue transcrita sin citar la procedencia por Marcelo Empírico en De Medicamentis Empiricis, Physicis, et Rationabilibus (c. 410), obra de gran valor para la corrección del texto de Largo.
La relación de los médicos con la esposa del emperador, Mesalina, era bastante problemática. Uno de sus colegas, Vecio Valente, fue acusado de adulterio con ella.
Algunos pasajes de su obra le hacen ser considerado uno de los precursores del humanismo médico y muy citado en cuestiones de ética médica, pues entendía su actividad como una profesión (professio, en el sentido sacerdotal de "vocación" y en el sentido de obligación moral que exige un comportamiento virtuoso) y establecía como requisito del médico ser "un buen varón, experto en el arte y la ciencia de la medicina y lleno de misericordia y humanidad":

vir bonus, medendi peritus, plenus misericordia et humanitas

La edición moderna de las Compositiones por S. Sconocchia (Teubner 1983), reemplaza la antigua edición de G. Helmreich (Teubner 1887).